# David Leadbetter
 (septembre 2009).
Si vous disposez d'ouvrages ou d'articles de référence ou si vous connaissez des sites web de qualité traitant du thème abordé ici, merci de compléter l'article en donnant les références utiles à sa vérifiabilité et en les liant à la section « Notes et références ».
David Leadbetter, né le 27 juin 1952 à Worthing, est un entraîneur de golf anglais.

## Biographie
Ancien joueur de golf, cette carrière se termine en 1977 lorsqu'il échoue lors d'un tournoi octroyant les cartes pour le circuit européen.
Passionné de technique, il est l'un des premiers entraîneurs de golf à user de la vidéo. Son premier client de renom est Nick Price, qu'il avait croisé sur les courts sud-africains lorsqu'il avait grandi en Rhodésie. Il est surtout connu pour avoir travaillé avec Nick Faldo, changeant totalement le swing de celui-ci. Cette collaboration, qui a débuté en 1985 a donné ses premiers fruits avec l'Open britannique de 1987.
Depuis, il a collaboré avec de nombreux grands golfeurs, comme Ernie Els, Greg Norman et plus récemment avec Michelle Wie.
Il est à l'origine de la création de David Leadbetter Golf Academy. Ces académies de golf, dont le nombre est d'environ 30, sont un des éléments de réussite de sa carrière professionnelle. Il est également à l'origine de nombreux livres ou vidéos sur la pratique du golf.
Il vient d’inaugurer sa 39ème Academy le 12 septembre 2018 à 17h45 à Evian ( Rhône-Alpes - France )[réf. nécessaire]
Une quarantième Académy Leadbetter devrait s’ouvrir fin septembre 2018 à Dubaï ( Emirats Arabes Unis )[réf. nécessaire]